# Zelendvor
Zelendvor je naselje u Republici Hrvatskoj, u sastavu Općine Petrijanec, Varaždinska županija. 

## Stanovništvo
Prema popisu stanovništva iz 2001. godine, naselje je imalo 129 stanovnika te 36 obiteljskih kućanstava.
| broj stanovnika |       |       |       |       |       |       |       |       |       |       |       |       |       | 127   | 129   | 129   | 124   |
|                 | 1857. | 1869. | 1880. | 1890. | 1900. | 1910. | 1921. | 1931. | 1948. | 1953. | 1961. | 1971. | 1981. | 1991. | 2001. | 2011. | 2021. |

## Znamenitosti
U sklopu vlastelinstva Zelendvor nalazi se grobna kapela obitelji Bombelles. Kapela i gospodarska jednokatnica jedino su što je očuvano od nekadašnjeg baroknog kompleksa koji je izgorio nakon Drugog svjetskog rata. Izgrađena je kao jednobrodna građevina zaobljenog svetišta u 18. stoljeću, a obnovljena u duhu historicizma u 19. stoljeću. U njoj i oko nje su grobovi nekadašnjih vlasnika. Nalazi se na popisu kulturnih dobara Republike Hrvatske.